# Paweł Stempel
Paweł Stempel (ur. 6 sierpnia 1987) – polski lekkoatleta, specjalizujący się w biegach sprinterskich.

## Kariera
W biegu na 100 metrów odpadł w eliminacjach podczas młodzieżowych czempionacie Starego Kontynentu w 2009. Brał udział w mistrzostwach Europy w Barcelonie docierając indywidualnie do półfinału biegu na 100 metrów oraz wraz z partnerami ze sztafety 4 × 100 metrów zajmując w finale piątą pozycję. Reprezentował Polskę w drużynowych mistrzostwach Europy.
Mistrz Polski (Bydgoszcz 2011), ma na koncie także dwa medale z biegów rozstawnych. Stawał także na podium akademickich mistrzostw kraju.

## Rekordy życiowe
- bieg na 100 metrów – 10,30 s. (10 czerwca 2010, Siedlce) – 18. wynik w historii polskiego sprintu[5]
- bieg na 200 metrów – 20,97 s. (10 czerwca 2010, Siedlce).

## Osiągnięcia
| Rok  | Impreza                                 | Miejsce   | Konkurencja        | Pozycja    | Wynik |
| ---- | --------------------------------------- | --------- | ------------------ | ---------- | ----- |
| 2009 | Młodzieżowe mistrzostwa Europy          | Kowno     | bieg na 100 metrów | eliminacje | 10,80 |
| 2010 | Superliga drużynowych mistrzostw Europy | Bergen    | bieg na 100 metrów | 7. miejsce | 10,48 |
| 2010 | Superliga drużynowych mistrzostw Europy | Bergen    | sztafeta 4 × 100 m | 4. miejsce | 39,09 |
| 2010 | Mistrzostwa Europy                      | Barcelona | bieg na 100 metrów | półfinał   | 10,53 |
| 2010 | Mistrzostwa Europy                      | Barcelona | sztafeta 4 × 100 m | 5. miejsce | 38,83 |
| 2011 | Mistrzostwa Świata                      | Daegu     | sztafeta 4 × 100 m | 4. miejsce | 38,50 |